# MPTP
MPTP（1-甲基-4-苯基-1,2,3,6-四氢吡啶）是一种神经毒素，能够通过破坏黑质中产生多巴胺的神经细胞而导致类似于帕金森氏症的症状。它被广泛运用于帕金森氏症各种动物模型的研究。
尽管MPTP本身并没有任何鴉片類藥物的作用，它的发现却和一种名为MPPP的，效果与吗啡和哌替啶类似的毒品有关。在MPPP的非法生产过程中，MPTP是一种意外产生的杂质，而这使得人们第一次发现了它诱导帕金森氏症的效果。

## 毒性
注射MPTP能够引发帕金森病的急性发作，因此使用受MPTP污染的MPPP吸毒者会有通常都会有相应的症状。 
MPTP本身并没有毒性，仅仅是一种能通过血脑屏障的普通脂溶性有机化合物。但是，当MPTP进入大脑之后，会被神經膠質細胞产生的单胺氧化酶B代谢成有毒的阳离子MPP+（1-甲基-4-苯基吡啶）。MPP+能够杀死大脑中黑质致密部产生多巴胺的神经细胞。同时，MPP+还能干扰线粒体代谢中的呼吸链里一种重要物质NADH脱氢酶，能够增加细胞的自由基的累積导致细胞死亡。
因为MPTP的毒性作用并不来自于物质本身，通过单胺氧化酶抑制剂（如司来吉兰）给药能够缓解MPTP急性中毒的症状。单胺氧化酶抑制剂（MAOIs）能够有效抑制单胺氧化酶B的活性，从而阻止MPTP转化为MPP+，防止神经的坏死，使毒性降到最低。
MPP+在引发产生多巴胺神经细胞死亡上具有高度的选择性。一般来说它被认为是通过一个在神经末梢中进行具有高度亲和力的吸收过程而被吸收的，而这个吸收过程正常情况下是用来重摄取被释放到突触的多巴胺。多巴胺转运蛋白在这个过程中将MPP+转运至细胞中。
由MPTP引起的产生多巴胺的神经细胞大量死亡对皮质对运动能力的控制有严重的影响。复杂运动的控制是由黑质将神经信号传给大脑中的壳核和尾状核，再由这两个结构将信号发送给大脑的其余部分的。产生多巴胺的神经细胞负责控制这个过程，因此当MPTP选择性地破坏这些细胞的时候，身体进行复杂运动的能力被损害，导致类似帕金森病的症状发作。
MPTP能够使包括人类在内的灵长类动物患上帕金森氏症，然而啮齿类动物则远没有那么容易受影响。大鼠几乎完全免疫于MPTP的毒性。对于小鼠，人们曾认为MPTP只会导致大脑黑质细胞的损伤（不同种的小鼠受损伤的程度不同）， 但最近的大部分研究显示MPTP可以在小鼠中引起类帕金森病的症状（尤其是慢性的）。 研究者认为该现象的原因可能是由于啮齿类动物大脑毛细血管中单胺氧化酶B的低含量。

## 在吸毒者中的发现
MPTP的神经毒性的最早发现是在1976年。这一年，一名23岁的马里兰州化学系学生巴里·金德斯顿（Barry Kidston）在实验室里私自合成毒品MPPP，但是在最后一步酯化时，部分中间产物的羟基在硫酸中脱水，变成了杂质MPTP。在他给自己注射这种不纯的毒品的三天之后，他开始出现帕金森氏病的症状。美国国家心理健康研究所的工作人员在他的实验室里发现了MPTP和其他哌替啶衍生物。他们将这种物质在大鼠身上做了测试，不过由于啮齿类动物对这类神经毒素的耐受性，他们并没有观察到任何现象。金德斯顿的帕金森病被成功用左旋多巴治好了，但是他在18个月后由于过度使用可卡因而死亡。在尸检时人们发现他的大脑黑质中产生多巴胺的神经细胞受到了损害。
1982年，7个来自加利福尼亚州圣克拉拉县的人在吸食被MPTP污染的MPPP后被诊断患上了帕金森病。在当时与国家心理健康研究所合作的神经学专家威廉·兰斯顿（William Langston）发现了MPTP是这些人患病的原因，并且开始了对MPTP灵长类动物影响的研究。其中两名患者最终在瑞典的隆德大学医院通过胚胎细胞的移植手术成功治愈了运动症状。
兰斯顿在1995年将他的经历写成了一本名为《唤醒冰冻人》（The Case of the Frozen Addicts）的书，这本书后来成为美国公共电视网的科普电视剧“NOVA”其中两集的主题。

## MPTP对帕金森氏症研究的贡献
兰斯顿等人在1984年发现向松鼠猴注射MPTP能够导致帕金森病，而相应的症状能够被左旋多巴（一种多巴胺前体，目前治疗帕金森氏症的首选药物）缓解。MPTP引发的帕金森病的症状以及大脑结构改变均十分类似，他们因而认为MPTP能用来模拟帕金森病，从而帮助进一步在实验室里研究它的机理及可能的治疗方法。对于小鼠的研究则表明随着年龄增长小鼠更容易受到MPTP的影响。
对MPTP的了解和MPTP模拟帕金森病的可靠性鼓舞了科学家对通过手术移植神经细胞、腦深層刺激手術以及干细胞疗法从而治愈帕金森病的可能性的研究。这三种方法目前仍然只是暂时性有效。
有研究者假定了普通的帕金森病有可能是来源于对于极微量的类MPP+物质的反复摄入或接触，而这些物质的浓度太低以至于无法在流行病学研究中检测到。
在2000年，研究者发现了除MPTP外另一种动物模型。他们发现杀虫剂鱼藤酮也能够杀死大脑黑质中产生多巴胺的神经细胞。就像MPP+一样，鱼藤酮也会干扰NADH脱氢酶的功能。

## 合成与用途
MPTP在1947年第一次由Ziering等人用溴苯和甲基吡啶酮通过格氏试剂反应合成，作为一种止痛药。 它被用来测试治疗不同的疾病，但当研究者发现在猴子身上观察到类似帕金森病的症状的时候，他们停止了实验。其中一个实验里，6位人体试验者中有两位死亡。
除了用于帕金森氏症的模拟，MPTP在工业上还被用于有机合成的中间体。MPTP的有毒代谢产物MPP+的氯化物被用作名为牧草快（cyperquat）的除草剂。